# شونتیننتال
شهر شونتیننتال (به آلمانی: Schwentinental) در ایالت اشلسویگ-هل‌اشتاین در کشور آلمان واقع شده‌است.